# Сартон (місячний кратер)
Кратер Сартон (лат. Sarton) — великий стародавній метеоритний кратер у північній півкулі зворотного боку Місяця. Назву присвоєно на честь бельгійсько-американського хіміка та історика науки Джорджа Сартона (уродженого — Жоржа Альфреда Леона Сартена, 1884—1956) й затверджено Міжнародним астрономічним союзом у 1970 році. Утворення кратера відбулося у нектарському періоді.

## Опис кратера
До північно-західного боку до кратера Сартон прилягає кратер Вебер. Іншими найближчими сусідами кратера є кратер Кулон на північному сході; кратер Вегенер на південному сході; кратери Вуд і Ландау на півдні і кратер Гульстранд на заході південному заході. Селенографічні координати центра кратера 49°07′ пн. ш. 121°08′ зх. д. / 49.12° пн. ш. 121.14° зх. д., діаметр 71,3 км, глибина 2,75 км.
Кратер Сартон має полігональну форму та є помірно зруйнований. Вал кратера згладжений, західна і східна ділянки валу дещо спрямлені, західна частина валу поцяткована скупченням дрібних кратерів. Внутрішній схил терасоподібної структури є нерівномірним за шириною і найбільшої ширини досягає у південній частині. Висота валу над навколишньою місцевістю сягає 1280 м, об'єм кратера становить приблизно 4200 км³. Дно чаші рівне, ймовірно від затоплення лавою, у центрі чаші розташований масивний округлий подвійний центральний пік. На північному заході від центрального піка знаходиться примітний маленький чашоподібний кратер.
Кратер знаходиться усередині утворення діаметром 530 км неофіційно названого «басейн Кулон-Сартон».

## Сателітні кратери
| Сартон | Координати                                                  | Діаметр, км |
| ------ | ----------------------------------------------------------- | ----------- |
| L      | 46°50′ пн. ш. 120°20′ зх. д. / 46.83° пн. ш. 120.34° зх. д. | 43,7        |
| Y      | 51°16′ пн. ш. 121°45′ зх. д. / 51.26° пн. ш. 121.75° зх. д. | 25,3        |
| Z      | 51°21′ пн. ш. 121°01′ зх. д. / 51.35° пн. ш. 121.02° зх. д. | 28,2        |

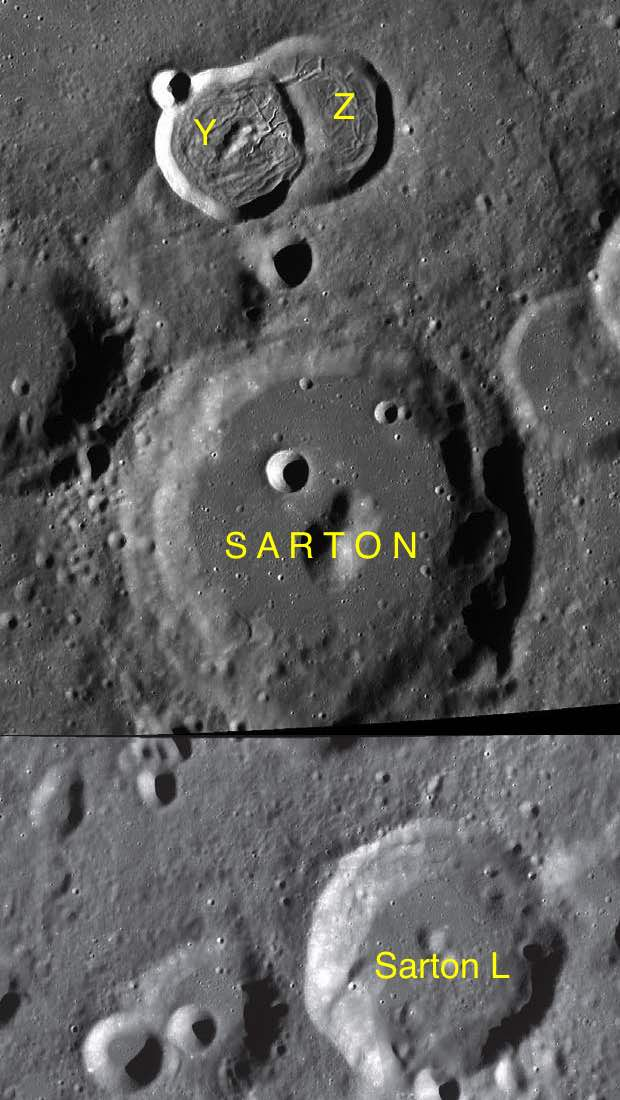
Фрагменти мап LAC-20, LAC-35.

- Утворення сателітного кратера Сартон L відбулося у нектарському періоді[1].